# Harriet Hubbard Ayer

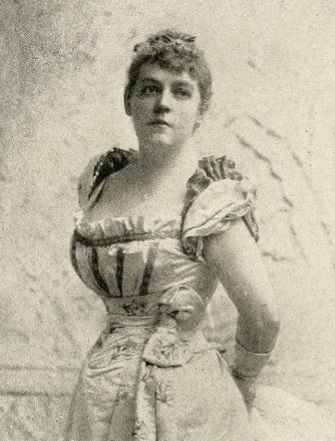
Harriet Hubbard Ayer.

Harriet Hubbard Ayer, född 27 juni 1849 i Chicago, död 25 november 1903 i New York, var en amerikansk affärskvinna inom kosmetikbranschen och journalist verksam under 1800-talets andra hälft. Hon är känd som den första kvinna som startade ett kosmetikföretag i USA.

## Biografi
På en resa till Paris köpte Ayer ett recept på en hudkräm ursprungligen avsedd för Juliette Récamier. 1865 startade hon tillverkning av den i sitt eget kök för att ett år senare starta sitt företag Recamier Toilet Preparations, Inc. år 1886. Tack vare hennes satsning på reklam och användning av sitt eget namn Ayer som varumärke blev hon framgångsrik och tjänade mycket pengar. Hennes produkter var bland annat krämer, parfymer, balsam, borstar, tvål med mera med en omsättning på  över en million dollar per år.
Hubbard Ayer publicerade 1899 den bästsäljande boken Harriet Hubbard Ayer's Book: A Complete and Authentic Treatise on the Laws of Health and Beauty. Hon var även verksam som journalist och medverkade i tidningen New York World med en skönhetskolumn för kvinnor. 
Hon dog 1903, vid 54 års ålder. Vid sin död var hon USA:s bäst betalda kvinnliga journalist.